# Yung L.A.
Yung L.A., właściwie Leland Austin – amerykański raper.
Został odkryty przez rapera Young Dro w sąsiedztwie Lelanda zwanym Thomasville, latem 2007 roku. Obecnie Yung L.A. nagrywa w wytwórni Grand Hustle Records/Interscope Records, gdzie wyprodukował pod jej skrzydłami swój debiutujący utwór z T.I.-em i Young Dro "Ain't I". Utwór osiągnął 47 pozycję w amerykańskiej liście przebojów Billboard Hot 100. Teraz młody artysta przygotowuje się do wydania swojego pierwszego studyjnego albumu nazwanego Futuristic Leland, który ukaże się latem 2010 roku.

## Dyskografia

### Albumy
- 2010 - Futuristic Leland[1]

### Mixtape'y
- 2008 - Offset Shawty[2]
- 2008 - The Matrix[3]
- 2009 - Black Boy White Boy (z Young Dro)[4]
- 2009 - Lamborghini Leland[5]
- 2009 - I Think I Can Sing[6]
- 2010 - Crush Da Block[7]

### Single
- 2008: "Ain't I" (feat. T.I. & Young Dro)
- 2008: "All of The Above"
- 2009: "Futuristic Love" (feat. Ricco Barrini)
- 2009: "So Futuristic" (feat. Young Dro)
- 2009: "To The Math" (feat. Supa)
- 2009: "Head To Shoes"

### Gościnne single
- 2009: "Take Off" (Young Dro feat. Yung L.A.)
- 2009: "I Don't Know Yall" (Young Dro feat. Yung L.A.)